# یادگار یک شب
یادگار یک شب عنوان رمانی است که نوشته مرتضی مشفق کاظمی نویسنده معاصر ایرانی می‌باشد. در واقع این اثر جلد دوم رمان مشهور وی یعنی کتاب تهران مخوف می‌باشد که با این عنوان به چاپ رسیده است.
این کتاب ادامه دهندهٔ همان درون مایهٔ جلد اول و با محور قرار دادن زن به مفاسد درونی جامعه ایران در اواخر عهد قاجار و اوایل عهد پهلوی می‌پردازد.